# Cerrando el círculo
Cerrando el círculo (Closing the Ring) es una película dramática dirigida por Richard Attenborough (1923-2014), coproducida por el Reino Unido, Canadá y Estados Unidos en 2007 y estrenada en España en 2008. El reparto está encabezado por Christopher Plummer, Shirley MacLaine y Neve Campbell.

## Argumento
Durante el funeral de un exveterano de la Segunda Guerra Mundial del ejército de los Estados Unidos en 1991, se reunieron familiares y compañeros de su misma promoción para dar el pésame a la familia y un último adiós al fallecido, no obstante, Ethel (Shirley MacLaine), la mujer y viuda del exveterano se niega a llorar su muerte y a entrar en la iglesia durante la ceremonia religiosa, hecho que sorprenderá e indignará a su única hija Marie (Neve Campbell).
Después del entierro, se dirigen hacia la antigua casa donde vivía la familia antes de trasladarse. El regreso a su antiguo hogar provoca una extraño comportamiento en Ethel, que únicamente su amigo y compañero de su exmarido, Jack (Christopher Plummer), entenderá. Su hija, empieza a sospechar que quizá no lo sabe todo acerca de sus padres.
La película recurre a flashbacks con recuerdos de Ethel cuando era joven e iba con sus amigos, Jack (Christopher Plummer), Chuck David Alpay y Teddy (Stephen Amell) antes de que empezara la Segunda Guerra Mundial. Ethel, de familia adinerada, estaba enamorada de Teddy, un joven agricultor huérfano.
La trama se va mezclando la historia de un joven de Belfast que encuentra un anillo de oro en la montaña, junto a varios restos de un avión estadounidense B-17. Fascinado por los restos, decide indagar sobre el propietario del anillo para devolvérselo.

## Reparto
| Actor               | Personaje               | Doblaje Español   |
| ------------------- | ----------------------- | ----------------- |
| Shirley MacLaine    | Ethel Ann               | Rosa Guiñón       |
| Christopher Plummer | Jack Etty               | Arsenio Corsellas |
| Mischa Barton       | Ethel Ann (Joven)       | Marta Barbará     |
| Gregory Smith       | Jack Etty (Joven)       | Sergio Zamora     |
| Stephen Amell       | Teddy Gordon            | Raúl Llorens      |
| Neve Campbell       | Marie                   | Nuria Trifol      |
| Brenda Fricker      | Abuela Reilly           | ?                 |
| Martin McCann       | Jimmy Reilly            | Ángel de Gracia   |
| Pete Postlethwaite  | Michael Quinlan         | Claudi García     |
| John Travers        | Michael Quinlan (Joven) | ?                 |
| David Alpay         | Chuck                   | Luis Posada       |

## Estrenos
| País         | Fecha                    |
| ------------ | ------------------------ |
| Reino Unido  | 28 de diciembre de 2007  |
| Australia    | 6 de marzo de 2008       |
| España       | 14 de marzo de 2008      |
| Brasil       | 30 de mayo de 2008       |
| Países Bajos | 12 de junio de 2008      |
| Japón        | 19 de julio de 2008      |
| Canadá       | 1 de agosto de 2008      |
| Turquía      | 29 de agosto de 2008     |
| Alemania     | 17 de septiembre de 2008 |
| Singapur     | 25 de septiembre de 2008 |